# Anders Georg Wadsten

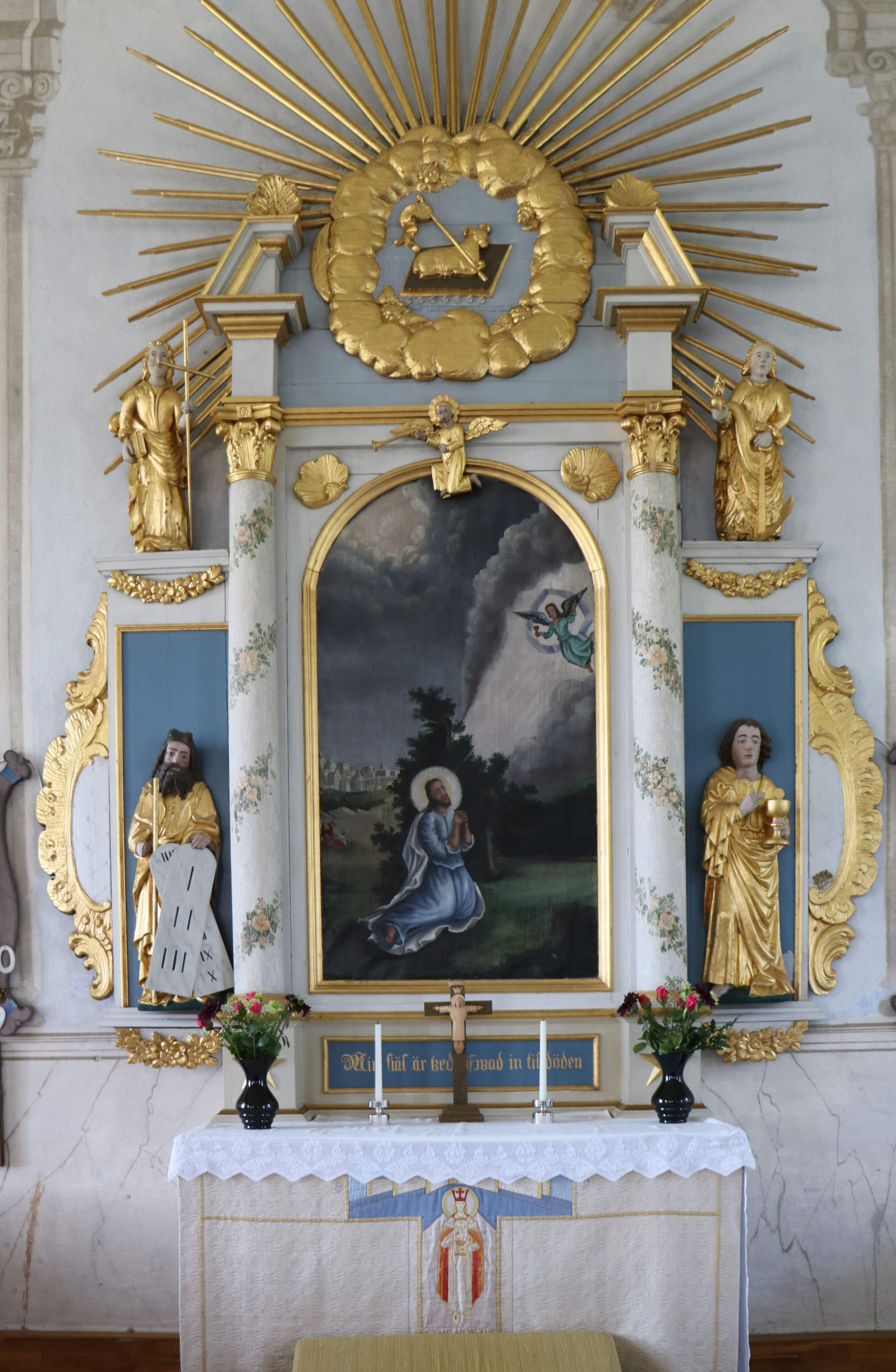
Altaruppsats i Alböke kyrka, utförd av Anders Georg Wadsten.

Anders Georg (Jörgen) Wadsten, född 1 april 1731 i Eksjö, död 1804 i Gärdslösa på Öland, var en svensk målare och bildhuggare.

## Biografi
Han var son till målaren Peter Erlandsson Wadsten och Maria Hagman och gift första gången från 1763 med Maria Catharina Schalin och andra gången från 1798 med Christina Lundgren samt far till Lars Peter Wadsten. Han var bror till Carl Fredrik, Paul och Johan Henrik Wadsten samt farbror till Anna Maria Wadsten och Erland Wadsten. Han var den mest produktiva målaren av de fyra bröderna och har bevisligen arbetat i 19 av de dåvarande 32 Ölandskyrkorna. Hans arbete som kyrkomålare inleddes 1759 då han var verksam vid Fagerhults kyrka, men efter att han arbetat i Köpings kyrka 1763 gifte han sig med en prästdotter från Gärdslösa och bosatte där för gott. 
Till Wadstens bättre arbeten räknas altartavlan i Gärdslösa kyrka som han målade 1764, altartavlan i Föra kyrka från 1776, altartavlan i Löts kyrka 1779 som senare flyttades till södra väggen. I Bredsättra kyrka dekorationsmålade han skulptören Nils Linhardt Linmans predikstol 1768. För Gårdby kyrka utförde han en altartavla som numera är uppställd i koret samt en signerad takmålning i Kläckeberga kyrka 1766. Tillsammans med sin son Lars Peter Wadsten och Anders Landstedt utförde han en predikstol till Persnäs kyrka 1783. Bland hans profana arbeten märks takdekorationer i loftboden från Sörebo som han utförde tillsammans med sin bror Paul Wadsten.